# 府中駅 (新北市)
府中駅（ふちゅうえき）は台湾新北市板橋区にある、台北捷運板南線の駅。駅番号は「BL06」。板南線を構成する板橋線と土城線の境界となっているが、両線は本駅を介して南港線まで直通運転を行っている。駅名は当駅所在地の街道名“府中路”から命名された。地元議員の建言により、林家花園という副駅名が付けられている。

## 歴史
当駅の所在地は台湾鉄路管理局縦貫線板橋旧駅跡である。
- 2006年5月31日 - 板橋線延伸・土城線開業（新埔～永寧駅）に伴い開業した[2](p330)[3]。
- 2015年12月22日 - 可動式ホーム柵の供用を開始[4]。

## 駅構造
2層構造の地下駅で、地下3階が1番線、地下5階が2番線であり、それぞれ単式ホーム1面1線となっている(p頁90-91)。地下5階2番線ホームは深さ30メートルの位置にあり、台北捷運としては最も深い。両ホーム共にハーフハイトタイプのホームドアが設置されている。改札口は地下2階に設置されている。

### のりば
| 1 | 板南線（上り） | 南港展覧館方面     |
| 2 | 板南線（下り） | 亜東医院・頂埔方面 |

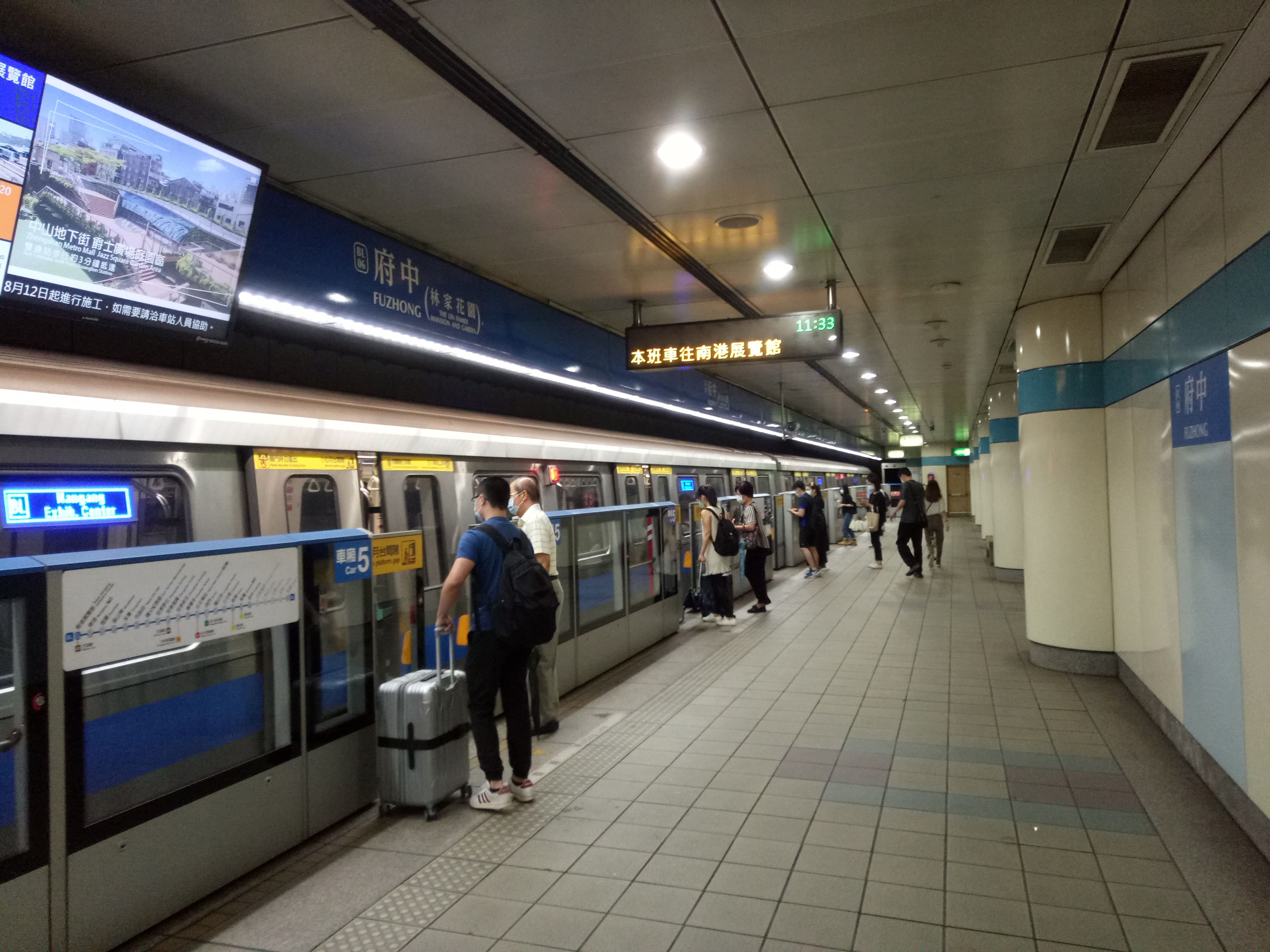
のりば（2020年8月）
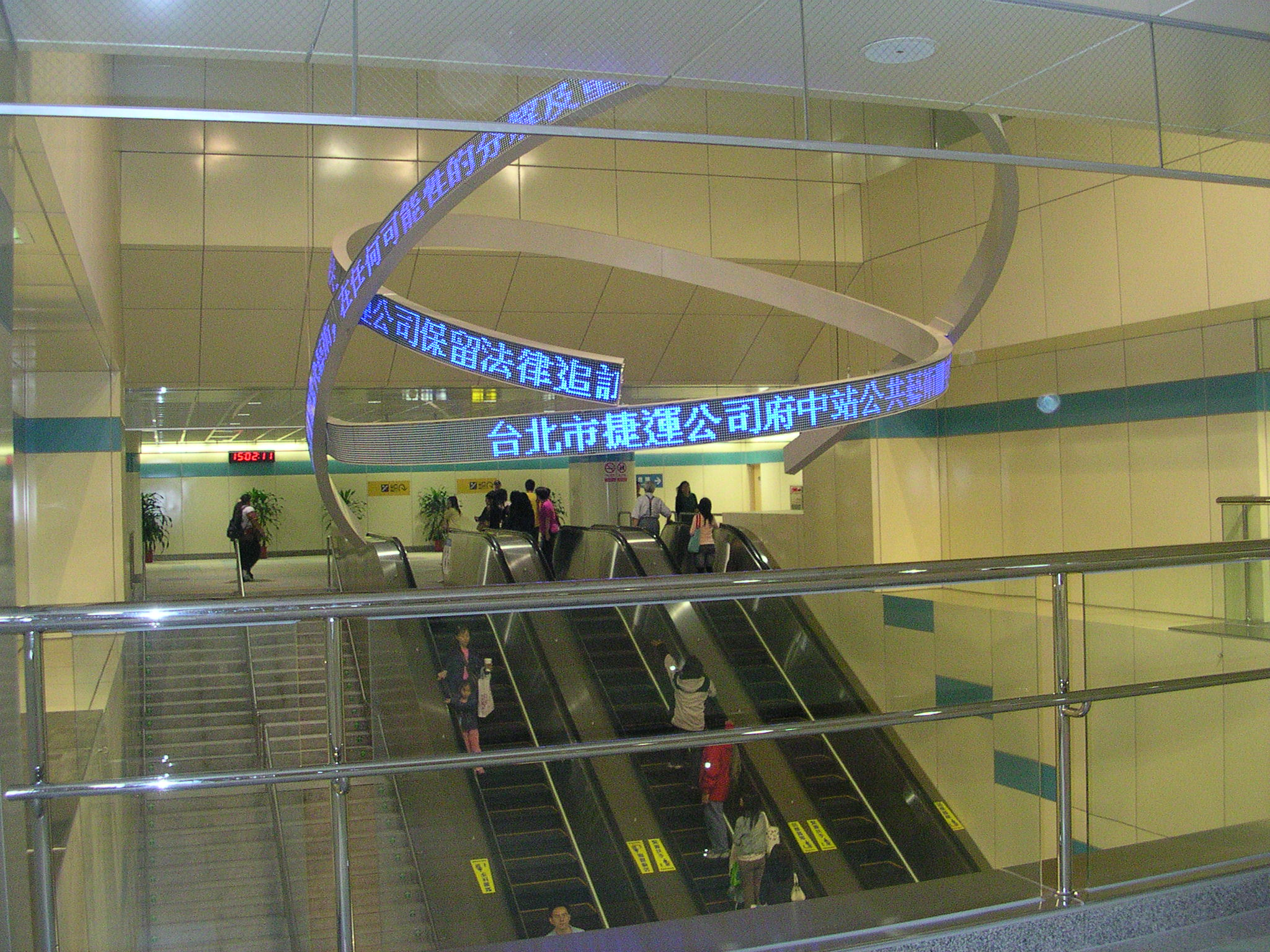
1番線ホームのエスカレーター上にある、LEDオブジェクト（2006年5月31日）

### 駅出口
出口1～3すべて北側にある。
- 出口1：板橋農会・林本源園邸
- 出口2：府中路
- 出口3：板橋区公所・林家花園

## 利用状況
| 年   | 年間利用客数 | 年間利用客数 | 年間利用客数 | 年間利用客数 | 1日平均 | 1日平均 |
| 年   | 乗車         | 下車         | 乗降計       | 出典         | 乗車    | 乗降    |
| ---- | ------------ | ------------ | ------------ | ------------ | ------- | ------- |
| 2006 | 3,659,985    | 3,455,988    | 7,115,973    | [ 5 ]        | 17,023  | 33,098  |
| 2007 | 7,198,211    | 6,759,947    | 13,958,158   | [ 5 ]        | 19,721  | 38,242  |
| 2008 | 8,373,197    | 7,882,284    | 16,255,481   | [ 5 ]        | 22,878  | 44,414  |
| 2009 | 8,716,520    | 8,315,935    | 17,032,455   | [ 5 ]        | 23,881  | 46,664  |
| 2010 | 8,996,315    | 8,652,698    | 17,649,013   | [ 5 ]        | 24,647  | 48,353  |
| 2011 | 9,190,606    | 8,968,491    | 18,159,097   | [ 5 ]        | 25,180  | 49,751  |
| 2012 | 9,241,665    | 9,015,986    | 18,257,651   | [ 5 ]        | 25,250  | 49,884  |
| 2013 | 9,423,822    | 9,177,438    | 18,601,260   | [ 5 ]        | 25,819  | 50,962  |
| 2014 | 9,759,520    | 9,461,264    | 19,220,784   | [ 5 ]        | 26,738  | 52,660  |
| 2015 | 10,093,575   | 9,727,495    | 19,821,070   | [ 5 ]        | 27,654  | 54,304  |
| 2016 | 10,354,569   | 9,926,917    | 20,281,486   | [ 5 ]        | 28,291  | 55,414  |
| 2017 | 10,772,513   | 9,837,292    | 20,609,805   | [ 5 ]        | 29,514  | 56,465  |
| 2018 | 11,149,543   | 10,143,065   | 21,292,608   | [ 5 ]        | 30,547  | 58,336  |
| 2019 | 11,599,492   | 10,506,112   | 22,105,604   | [ 5 ]        | 31,779  | 60,563  |
| 2020 | 10,490,165   | 9,358,582    | 19,848,747   | [ 5 ]        | 28,662  | 54,232  |
| 2021 | 7,737,333    | 6,915,049    | 14,652,382   | [ 5 ]        | 21,198  | 40,144  |

## 駅周辺

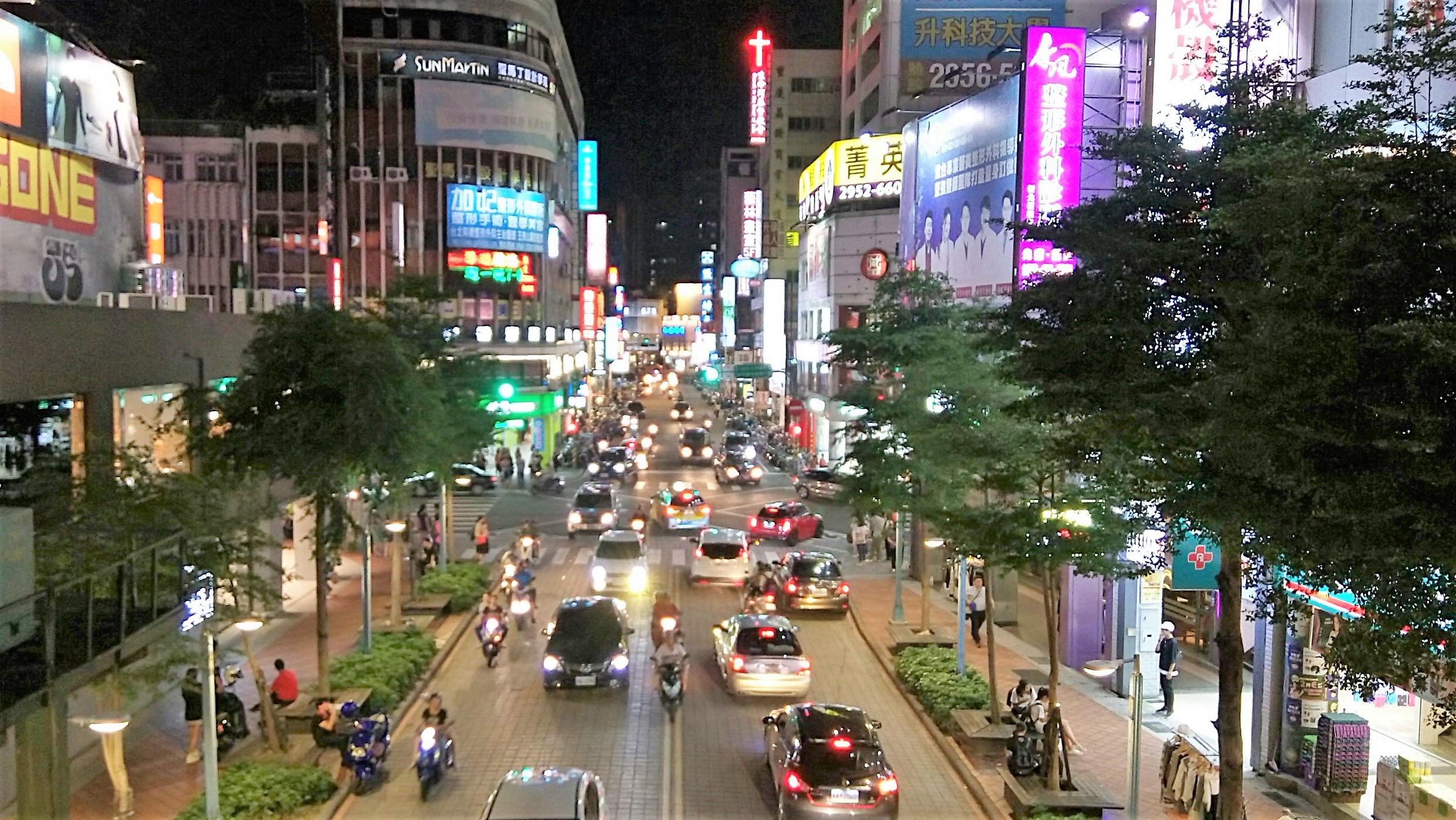
板橋府中商圈（2016年10月23日）

- 板橋府中商圈（中国語版）（ 板橋後站商圈）
- 板橋區公所
- 南雅觀光夜市
- 林本源園邸（林家花園）
- 府中15新北市動畫故事館（中国語版）
- 府中15新北市記録片放映院（中国語版）
- 黄石市場
- 新北市立板橋高級中学（本駅と板橋駅の間）
- 国立華僑実験高級中学（中国語版）
- 新北市板橋区板橋国民小学（中国語版）
- 新北市板橋区後埔国民小学
- 新北市政府警察局（中国語版）
- 新北市政府警察局板橋分局
- YouBike（新北市公共自転車（中国語版））
  - 捷運府中駅(3号出口)
  - 捷運府中駅(2号出口)
  - 捷運府中駅(1号出口)
  - 縣民民族路口
- 板橋慈恵宮（中国語版）
- 法務部行政執行署（中国語版）新北分署板橋行政執行處
- 蕭中正医院（中国語版）
- 新北市立図書館板橋分館
- 国立台湾芸術大学
- 林園板橋影城
- 板橋i網棧網咖店
- 板橋原宿
- 板橋農会
- 誠品生活板橋店

## 路線バス
| 出口     | バス停名                      | 路線                       | 行先                                                                                 |
| -------- | ----------------------------- | -------------------------- | ------------------------------------------------------------------------------------ |
| 出口2    | 捷運府中駅（縣民大道）        | 805                        | 土城／五股方面                                                                       |
| 出口2    | 捷運府中駅（縣民大道）        | 810                        | 土城/迴龍方面                                                                        |
| 出口2    | 捷運府中駅（縣民大道）        | 812                        | 三峽／板橋公車站（板橋駅）方面                                                       |
| 出口2    | 捷運府中駅（縣民大道）        | 843                        | 樹林俊英街方面                                                                       |
| 出口2    | 捷運府中駅（縣民大道）        | 848                        | 台北区監理所方面                                                                     |
| 出口2    | 捷運府中駅（縣民大道）        | 932                        | 三峽北大社区方面                                                                     |
| 出口2    | 捷運府中駅（縣民大道）        | 藍37                       | 樹林、迴龍／板橋公車站方面                                                           |
| 出口2    | 捷運府中駅（縣民大道）        | 藍38                       | 樹林／板橋公車站方面                                                                 |
| 出口2    | 後站商圈（中山路一段）        | 57                         | 四川路、南雅站方面                                                                   |
| 出口2    | 後站商圈（中山路一段）        | 234                        | 往四川路、浮洲大観路方面                                                             |
| 出口2    | 後站商圈（中山路一段）        | 245                        | 土城青雲路、徳霖技術学院方面                                                         |
| 出口2    | 後站商圈（中山路一段）        | 265                        | 板橋後埔，土城方面                                                                   |
| 出口2    | 後站商圈（中山路一段）        | 265経明德路                | 板橋後埔，土城捷運海山駅                                                             |
| 出口2    | 後站商圈（中山路一段）        | 265区間車                  | 板橋後埔方面                                                                         |
| 出口2    | 後站商圈（中山路一段）        | 656                        | 土城海山駅、青雲路、徳霖技術学院方面                                                 |
| 出口2    | 後站商圈（中山路一段）        | 657                        | 土城明徳路、徳霖技術学院方面                                                         |
| 出口2    | 後站商圈（中山路一段）        | 667                        | 板橋広権路、中和莒光路方面                                                           |
| 出口2    | 後站商圈（中山路一段）        | 705                        | 土城中央路、三峽方面                                                                 |
| 出口2    | 後站商圈（中山路一段）        | 796                        | 四川路、南雅站方面                                                                   |
| 出口2    | 後站商圈（中山路一段）        | 847                        | 樹林皇翔社区方面                                                                     |
| 出口2    | 後站商圈（中山路一段）        | 藍32                       | 重慶路方面                                                                           |
| 出口2    | 後站商圈（中山路一段）        | 9103                       | 土城中央路、三峽、大渓方面                                                           |
| 出口1、3 | 捷運府中站(府中路)            | 51                         | 中和、永和秀山地区                                                                   |
| 出口1、3 | 捷運府中駅(府中路)            | 99                         | 新荘／板橋方面                                                                       |
| 出口1、3 | 捷運府中駅(府中路)            | 264                        | 蘆洲方面                                                                             |
| 出口1、3 | 捷運府中駅(府中路)            | 307                        | 中和、西門町、撫遠街方面                                                             |
| 出口1、3 | 捷運府中駅(府中路)            | 310                        | 士林方面                                                                             |
| 出口1、3 | 捷運府中駅(府中路)            | 701                        | 捷運西門駅方面                                                                       |
| 出口1、3 | 捷運府中駅(府中路)            | 702                        | 捷運板橋駅方面                                                                       |
| 出口1、3 | 捷運府中駅(府中路)            | 786                        | 新荘、泰山、林口、公西方面                                                           |
| 出口1、3 | 捷運府中駅(府中路)            | 793                        | 中和、新店、動物園方面                                                               |
| 出口1、3 | 捷運府中駅(府中路)            | 806                        | 新荘、三重、蘆洲                                                                     |
| 出口1、3 | 捷運府中駅(府中路)            | 810                        | 土城大同工廠方面（本線自101年8月1日起調整板橋端路線）                                |
| 出口1、3 | 捷運府中駅(府中路)            | 843                        | 樹林俊英街方面                                                                       |
| 出口1、3 | 捷運府中駅(府中路)            | 848                        | 板橋公車站方面                                                                       |
| 出口1、3 | 捷運府中駅(府中路)            | 857                        | 新荘、蘆洲、五股、八里、淡水、淡海方向                                               |
| 出口1、3 | 捷運府中駅(府中路)            | 910                        | 三峽                                                                                 |
| 出口1、3 | 捷運府中駅(府中路)            | 920                        | 新荘、林口三井経由林口方面                                                           |
| 出口1、3 | 捷運府中駅(府中路)/板橋区公所 | 930                        | 台64線経由青潭、大崎腳方面                                                           |
| 出口1、3 | 捷運府中駅(府中路)            | 932                        | 板橋公車站方面                                                                       |
| 出口1、3 | 捷運府中駅(府中路)            | 940                        | 三峽方面                                                                             |
| 出口1、3 | 捷運府中駅(府中路)            | 948                        | 台65線経由林口、林口三井方面                                                         |
| 出口1、3 | 捷運府中駅(府中路)            | 965                        | 板橋公車站、萬華車站、捷運西門駅、捷運北門駅、中山高経由台鉄瑞芳駅、九份老街、金瓜石 |
| 出口1、3 | 捷運府中駅(府中路)            | 環状線先導公車（区間車）   | 新北産業園区方面                                                                     |
| 出口1、3 | 捷運府中駅(府中路)/板橋区公所 | F501                       | 板橋公車站／板橋渓崑地区，樹林方面                                                   |
| 出口1、3 | 捷運府中駅(府中路)/板橋区公所 | F502                       | 板橋公車站／板橋浮洲地区、浮洲車站方面                                               |
| 出口1、3 | 捷運府中駅(府中路)/板橋区公所 | F511                       | 中和自強国中方面                                                                     |
| 出口1、3 | 捷運府中駅(府中路)            | 中和署立双和医院免費接駁車 | 院区方面                                                                             |

## 隣の駅
台北捷運
 板南線
板橋駅 BL07 - 府中駅 BL06 - 亜東医院駅 BL05